# Père et Fils
Père et Fils és una pel·lícula franco-canadenca de Michel Boujenah estrenada el 2003. Ha estat doblada al català

## Argument
Léo, un ancià pare de família està disposat a tot amb tal de recobrar l'afecte dels seus tres fills: David, Max i Simon. Tenint por de morir sense haver tornat a veure els seus fills, arriba fins i tot a inventar-se una malaltia i una intervenció quirúrgica per convèncer-los que l'acompanyin en un viatge al Quebec, on té intenció de refer la unitat del clan familiar. Els quatre coneixeran allí a una remeiera i a la seva filla.

## Repartiment
- Philippe Noiret: Léo Serrano, el pare
- Charles Berling: David Serrano
- Pascal Elbé: Simon Serrano
- Bruno Putzulu: Max Serrano
- Marie Tifo: Mado
- Geneviève Brouillette: Hélène
- Pierre Lebeau: Jacques
- Jacques Boudet: Joseph, el germà de Leo
- Matthieu Boujenah: Julien
- Céline Thiou: Martine
- Eva Sant-Paul: Francine
- Franck Giordanengo: El motard
- Nathalie Dherbey: La infermera
- Joseph Malerba: Eric

## Rebuda
2003Premis César: 2 nominacions, millor jove esperança masculina (Pascal Elbé) i millor primera obra de ficció (Michel Boujenah)
Crítica"Comèdia benintencionada (...) plena de tocs pretesament humans (...) inversemblants històries amoroses"